# Drepano-hypnum
Drepano-hypnum là một chi rêu trong họ Amblystegiaceae.